# Torre Olvidada
Torre Olvidada son los restos de una atalaya o torre óptica, que está situada en un promontorio rocoso, en el camino de Jaén a Arjona, en la provincia de Jaén, comunidad autónoma de Andalucía, España. La obra suele fecharse en la segunda mitad del siglo XIII, aunque la referencia histórica más antigua existente corresponde a su atribución, como administrador, al Arciprestazgo de Jaén, en 1311. Fue construida por los musulmanes y reformada tras su conquista por los castellanos. Está declarado Bien de Interés Cultural, conforme al decreto de 22 de abril de 1949.

## Descripción
Se trata de una torre con forma de cilindro, con 8 m de diámetro y, actualmente, unos 3,5 m de altura. en su interior existe una cámara, con una escalera empotrada en el muro, que accedía al piso superior o terraza, en su caso. El grosor del muro oscila entre los 2 y los 2,45 m. Algunos autores afirman que esta estancia estaba cubierta con una cúpula o bóveda de media naranja construida con ladrillo, según se deduce de los arranques de la misma.
Apenas quedan vestigios de un terraplén coronado con un parapeto, y de un pequeño foso en el lado menos escarpado. La puerta de entrada es adintelada, enmarcada por grandes piedras, y está sobreelevada del nivel del suelo, lo que facilita su defensa. En las jambas de la puerta están talladas las quicialeras, las ranuras y agujeros que recibían la tranca o barrón de la puerta. Pero, salvo esta zona, con cantería casi ciclópea, la fortaleza está realizada en mampuesto, a veces de gran tamaño (0,80 m en la base de la torre) aunque, en general, más bien menudo. Subsisten algunos restos de revestimiento exterior.

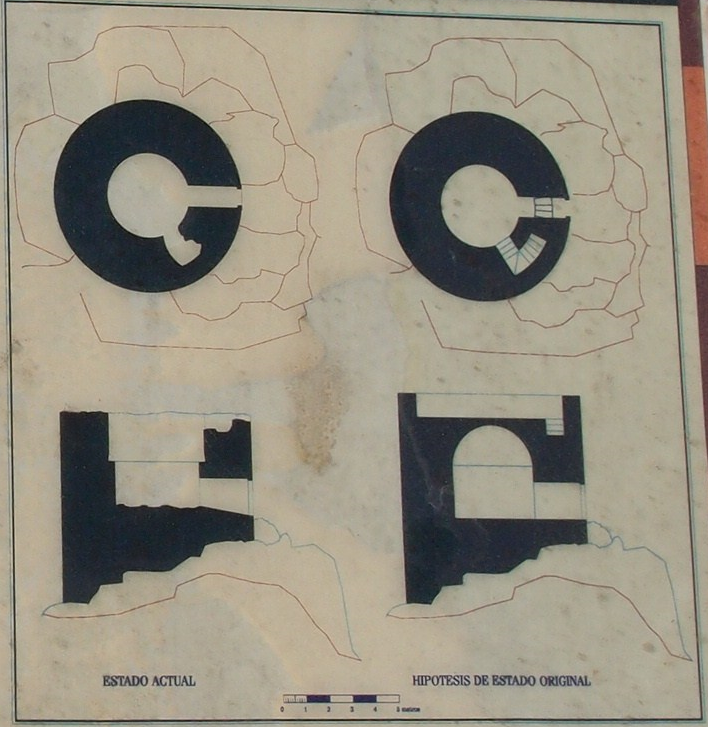
Hipotética reconstrucción del estado original de la torre

## Función
Tenía una doble función: asegurar un camino y avisar de la presencia del enemigo o de otros peligros. Desde esta atalaya, un vigilante-escucha subía a la parte posterior de ella por una escalera y, en caso de peligro, hacía señales ahumadas al castillo del Berrueco y al resto de fortificaciones integradas en su organización.
Frente a ella pasaba en la Edad Media un importante camino, el que unía las ciudades de Jaén (Ŷaīyān) y Arjona (Qal' at Aryuna), dos núcleos con los que Torre Olvidada enlazaba visualmente, así como con otras fortificaciones de la zona como el Berrueco, Fuerte del Rey, Atalayuelas, Cerro Miguelico, La Iglesia, etc. Importante función estratégica que viene marcada por su posición en el centro de la ruta arqueológica de los torreones y enriscada en el punto más alto de la zona, un promontorio rocoso a 476 m de altitud, al pie del cual discurre el arroyo del Cortijo de la Piedra.